# Continental Indoor Soccer League
La Continental Indoor Soccer League (CISL) fou una competició futbolística professional indoor disputada per clubs dels Estats Units i Mèxic que estigué activa entre 1993 i 1997.

## Historial
Fonts:
| Temporada | Campió               | Sèries | Segon              |
| --------- | -------------------- | ------ | ------------------ |
| 1993      | Dallas Sidekicks     | 2-1    | San Diego Sockers  |
| 1994      | Las Vegas Dustdevils | 2-1    | Dallas Sidekicks   |
| 1995      | Monterrey La Raza    | 2-1    | Sacramento Knights |
| 1996      | Monterrey La Raza    | 2-0    | Houston Hotshots   |
| 1997      | Seattle SeaDogs      | 2-0    | Houston Hotshots   |